# يو تي إي
الإدارة الوطنية لمحطات الطاقة ونقل الكهرباء (بالإسبانية: Administración Nacional de Usinas y Trasmisiones Eléctricas) شركة كهرباء أوروغواي (UTE) المعروفة باسم يو تي إي ، هي شركة كهرباء مملوكة لحكومة أوروغواي . تأسست سنة 1912،  بعد صدور القانون 4273 الذي جعلها احتكارًا.